# Pinacoteca Nacional de Bolonia

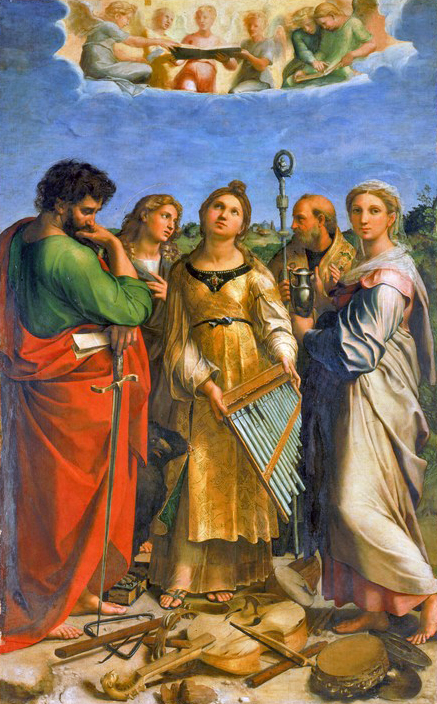
Santa Cecilia entre otros santos, de Rafael.

La Pinacoteca Nacional de Bolonia (Pinacoteca Nazionale di Bologna, en italiano) es uno de los museos italianos «de provincias» (fuera de Roma) más importantes, especialmente relevante por su colección de pintura de los Carracci y sus seguidores. Bolonia fue cuna, hacia el año 1600, de una importante renovación pictórica en paralelo al éxito de Caravaggio en Roma.
La Pinacoteca Nazionale comparte con la Academia de Bellas Artes la antigua sede de un seminario jesuita en el barrio universitario de Bolonia, en la actual Via delle Belle Arti, n.º 56.

## Historia
En el siglo XVIII, el cardenal Prospero Lambertini, futuro papa Benedicto XIV, proyectó «una galería que fuese superior a todas las galerías principescas que se admiran en nuestra Europa, exhibiendo todas las soberbias pinturas de altar que existen en las iglesias, de los más celebrados autores, recuperándolas y salvándolas así de la incuria, por culpa de la cual se han perdido otras».
La colección del actual museo se empezó a formar en el seno de la Academia Clementina de Bellas Artes, dependiente del Instituto Scientifico fundado en 1712. Los inicios de la colección pueden situarse en 1762, con la suma de ocho tablas de principios del siglo XVI, procedentes de una iglesia demolida. Se destinaron a la Academia Clementina de Bellas Artes, sección artística del citado Instituto. En 1776, también con destino a la Academia Clementina, se reunieron una docena de iconos bizantinos y pinturas sobre tabla del siglo XIV.
Por otro lado, el Palazzo Pubblico de la ciudad conservaba, en el llamado Apartamento del Gonfaloniere, diversas pinturas como la Pala del Voto de Guido Reni y obras de Lavinia Fontana, Annibale Carracci y de seguidores de Rafael. 
En 1796, la caída del régimen pontificio y la nueva legislación republicana implicaron la supresión de conventos y otras instituciones antiguas. El senado boloñés decidió recoger las pinturas de todas ellas, unirlas a las de la Academia y conformar una única colección. Se reunieron casi mil, que primero se alojaron en el antiguo convento de San Vitale, y a partir de 1802 en el edificio que había sido noviciado jesuita de Sant’Ignazio, en el llamado Borgo della Paglia, ahora Via delle Belle Arti. 
La ocupación napoleónica acarreó el expolio de diversas pinturas de Bolonia y su envío al Louvre de París. En aquella época, el clasicismo boloñés del siglo XVII alcanzaba altísima estimación en Europa bajo el gusto neoclásico dominante. Por suerte, tras la caída de Napoleón en 1815 parte de esas obras regresó a la ciudad. En esos años se acomete la primera ampliación del museo, diseñada por Leandro Marcon, y en 1826 se publica el primer catálogo, redactado por Gaetano Giordani.
El museo crece nuevamente en 1844, sumando una capilla vecina. En 1875 arranca su actividad como institución abierta regularmente al público, y siete años después la pinacoteca se independiza de la Academia como un ente aparte.
A principios del siglo XX el museo suma una nueva ala, proyectada por Edoardo Collamarini, y a finales de los años 60 se construye el llamado Salón del Renacimiento. En 1997 termina una renovación total del museo, que cuenta por fin con salas especiales para exposiciones temporales y servicios didácticos.

## Colecciones

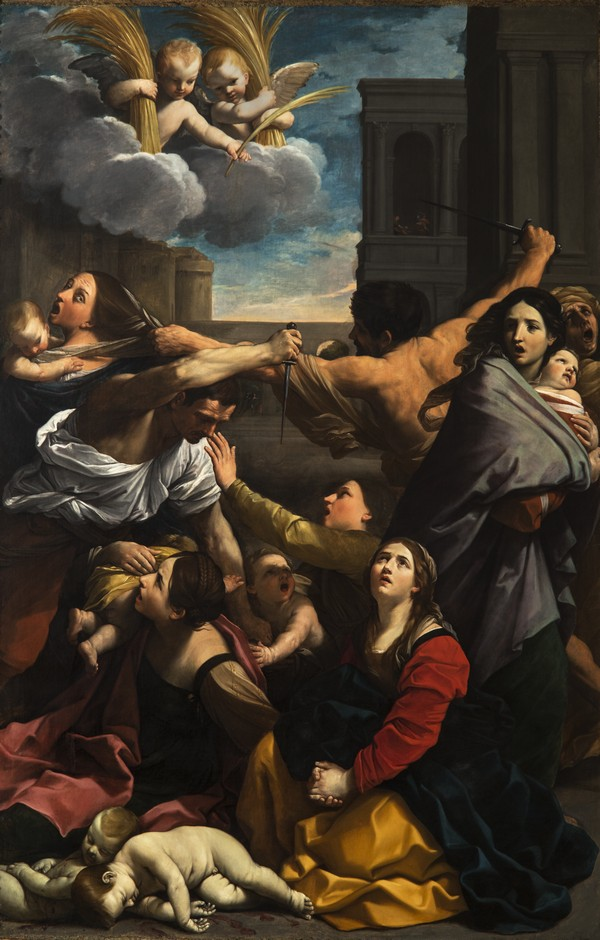
La matanza de los inocentes, de Guido Reni.

La Pinacoteca Nazionale de Bolonia muestra sus colecciones en 30 salas, en un mismo edificio que alberga la Academia de Bellas Artes y la Superintendencia responsable del patrimonio cultural de la región.
Las colecciones, mayormente de pintura, se centran en el arte de la región de Emilia-Romaña, de un amplio periodo histórico entre el siglo XIII y principios del XIX.
Cronológicamente, la colección arranca con tablas góticas de autores locales, por lo general mal conocidos fuera de Italia, y les sigue una muestra de pintores más famosos de otros territorios italianos, como Lorenzo Monaco y especialmente Giotto, con un políptico de cinco tablas y predela, ejemplo único de dicho genio en esta región.
Tras un amplio despliegue de tablas y de frescos arrancados de diversos templos, el museo exhibe ejemplos de autores venecianos y ferrareses como Antonio Vivarini, Cima da Conegliano, Francesco del Cossa, Ercole de'Roberti (Ercole Ferrarese), Marco Zoppo y Lorenzo Costa el Viejo. Ya en la transición al siglo XVI, el boloñés Francesco Francia cuenta con no menos de ocho obras. 
La estética rafaelesca, que el citado Francia intentó imitar, cuenta con ejemplos de superior calidad: del propio Rafael Sanzio. Su Éxtasis de santa Cecilia (o Santa Cecilia entre otros santos) es posiblemente la obra más valiosa y famosa de la Pinacoteca Nazionale.
Junto a ejemplos de Bacchiacca y Garofalo, destacan La Virgen con el Niño y santos, de Parmigianino, San Jerónimo de Girolamo Muziano, un fresco arrancado de Pellegrino Tibaldi (Jesús y los fariseos) y una Última Cena de El Greco en sus años jóvenes. Hay ejemplos menores de Tiziano (Cristo y el buen ladrón crucificados), Tintoretto (La Visitación) y Luca Cambiaso (La Adoración de los pastores).
Las siguientes salas muestran pinturas de autores acaso menos populares, como Lavinia Fontana, Bartolomeo Passerotti, Denys Calvaert, Camillo Procaccini y Prospero Fontana. Sobresalen dos colosales pinturas (de 4 metros de altura) de Giorgio Vasari.
En la sala 23 arranca el despliegue pictórico más sólido y prestigioso del museo: la colección de obras de Agostino, Ludovico y Annibale Carracci, los renovadores del barroco temprano que plantaron cara a Caravaggio, el «Anticristo de la pintura». De las 14 pinturas que se exhiben en ella, destaca La Asunción de la Virgen de Annibale, fechada en 1592. 
La sala 24 está consagrada a Guido Reni, con obras de fama mundial como La matanza de los inocentes, un Retrato de mujer (identificada con dudas como la madre del pintor) y Sansón victorioso bebiendo de la quijada. Las acompaña, entre otras obras, un retrato que Simone Cantarini hizo a Reni.
Las salas 25 y 26 muestran obras más dispares, como un San Antonio de Padua de Elisabetta Sirani, Martirio de san Pedro de Verona de Domenichino, Sansón y el león de Giovanni Lanfranco y una obra maestra de Guercino: Guillermo de Aquitania recibiendo el hábito religioso.
La sección del siglo XVIII pierde interés, si bien incluye ejemplos de Gaetano Gandolfi y Giuseppe Maria Crespi. La sala 29 se reserva a unas pocas pinturas de gran formato (de Ludovico Carracci, Domenichino y Francesco Albani entre otros) y la sala 30, por el contrario, alberga múltiples pinturas de pequeño tamaño, entre ellas una Coronación de la Virgen de Guido Reni, el Autorretrato de Francesco Albani y San Sebastián curado por Irene de Guercino.
La sección del siglo XIX es más modesta, si bien incluye ejemplos de Francesco Filippini como In Montagna.

## Galería de obras

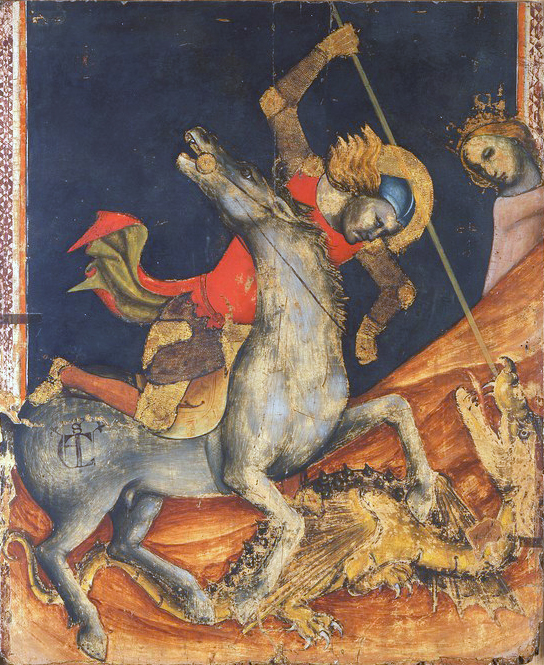
Vitale da Bologna, San Jorge y el dragón
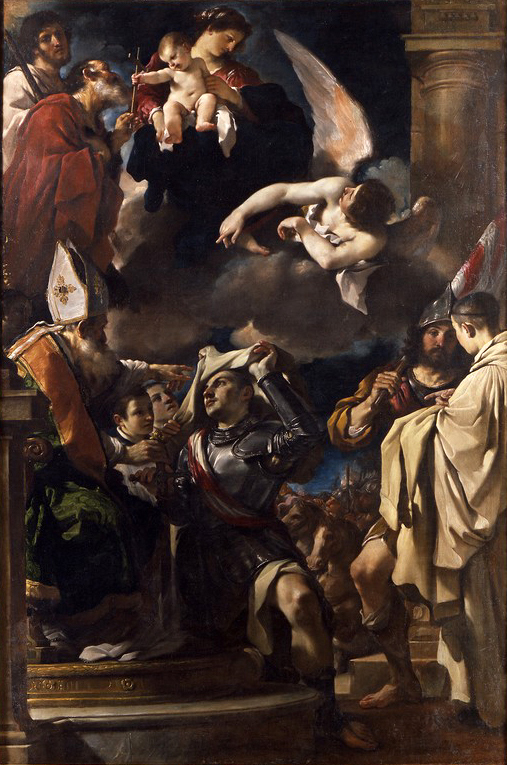
Guercino, Guillermo de Aquitania recibe los hábitos
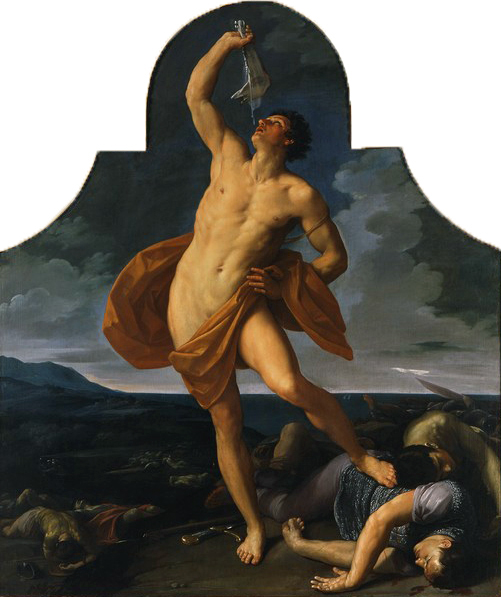
Guido Reni, Sansón bebiendo de la quijada
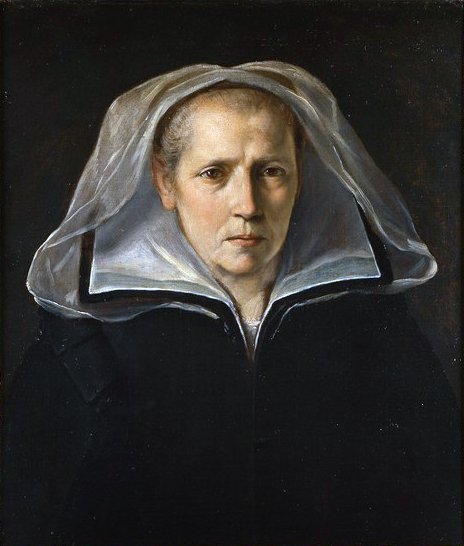
Guido Reni, Retrato de dama (identificada como su madre)